# Roodwangnachtzwaluw
De roodwangnachtzwaluw (Caprimulgus rufigena) is een vogel uit de familie van de nachtzwaluwen (Caprimulgidae).

## Verspreiding en leefgebied
De broedgebieden van de roodwangnachtzwaluw liggen in Angola, Botswana, Mozambique, Namibië, Zuid-Afrika, Zambia en Zimbabwe. In de winter (van het zuidelijk halfrond) trekt deze vogel naar het oosten van Nigeria, Kameroen, het zuiden van Tsjaad, Soedan en het Kongogebied.
De soort telt twee ondersoorten:
- C. r. damarensis: westelijk Angola, Namibië, Botswana en noordwestelijk Zuid-Afrika.
- C. r. rufigena: zuidwestelijk Zambia, Zimbabwe en centraal, oostelijk en zuidelijk Zuid-Afrika.

## Status
De roodwangnachtzwaluw heeft een groot verspreidingsgebied en daardoor is de kans op uitsterven gering. De grootte van de populatie is niet gekwantificeerd, maar de vogel is plaatselijk algemeen. Er is geen aanleiding te veronderstellen dat de soort in aantal achteruit gaat. Om deze redenen staat deze nachtzwaluw als niet bedreigd op de Rode Lijst van de IUCN.